# Episodi di Supernatural (seconda stagione)

Logo della seconda stagione

La seconda stagione della serie televisiva Supernatural è stata trasmessa in prima visione negli Stati Uniti da The CW dal 28 settembre 2006 al 17 maggio 2007.
In Italia la stagione è andata in onda su Rai 2 dal 24 giugno al 9 settembre 2008.
L'antagonista principale della stagione è il principe infernale Azazel (il demone dagli occhi gialli).
| nº | Titolo originale                         | Titolo italiano                       | Prima TV USA      | Prima TV Italia  |
| -- | ---------------------------------------- | ------------------------------------- | ----------------- | ---------------- |
| 1  | In My Time of Dying                      | Nel momento della morte               | 28 settembre 2006 | 24 giugno 2008   |
| 2  | Everybody Loves a Clown                  | Tutti amano i clown                   | 5 ottobre 2006    | 24 giugno 2008   |
| 3  | Bloodlust                                | Vampiri                               | 12 ottobre 2006   | 1º luglio 2008   |
| 4  | Children shouldn't play with dead things | Il mistero della tomba                | 19 ottobre 2006   | 1º luglio 2008   |
| 5  | Simon Said                               | Strane premonizioni                   | 26 ottobre 2006   | 8 luglio 2008    |
| 6  | No Exit                                  | Senza uscita                          | 2 novembre 2006   | 8 luglio 2008    |
| 7  | The Usual Suspects                       | I soliti sospetti                     | 9 novembre 2006   | 22 luglio 2008   |
| 8  | Crossroad Blues                          | Patto col Diavolo                     | 16 novembre 2006  | 22 luglio 2008   |
| 9  | Croatoan                                 | Croatoan                              | 7 dicembre 2006   | 29 luglio 2008   |
| 10 | Hunted                                   | Destino crudele                       | 11 gennaio 2007   | 29 luglio 2008   |
| 11 | Playthings                               | La casa delle bambole                 | 18 gennaio 2007   | 5 agosto 2008    |
| 12 | Nightshifter                             | Un'insolita rapina                    | 25 gennaio 2007   | 5 agosto 2008    |
| 13 | Houses of the Holy                       | L'angelo vendicatore                  | 1º febbraio 2007  | 12 agosto 2008   |
| 14 | Born Under a Bad Sign                    | Le due facce di Sam                   | 8 febbraio 2007   | 12 agosto 2008   |
| 15 | Tall Tales                               | Storie incredibili                    | 15 febbraio 2007  | 19 agosto 2008   |
| 16 | Roadkill                                 | Un conto in sospeso                   | 15 marzo 2007     | 19 agosto 2008   |
| 17 | Heart                                    | Cuore                                 | 22 marzo 2007     | 26 agosto 2008   |
| 18 | Hollywood Babylon                        | Mistero a Hollywood                   | 19 aprile 2007    | 26 agosto 2008   |
| 19 | Folsom Prison Blues                      | Detenzione forzata                    | 26 aprile 2007    | 2 settembre 2008 |
| 20 | What Is and What Should Never Be         | Desideri nascosti                     | 3 maggio 2007     | 2 settembre 2008 |
| 21 | All Hell Breaks Loose: Part One          | Scontro tra prescelti (prima parte)   | 10 maggio 2007    | 9 settembre 2008 |
| 22 | All Hell Breaks Loose: Part Two          | Scontro tra prescelti (seconda parte) | 17 maggio 2007    | 9 settembre 2008 |

## Nel momento della morte
- Titolo originale: In My Time of Dying
- Diretto da: Kim Manners
- Scritto da: Eric Kripke

### Trama
Dopo lo scontro con il camion, Sam si sveglia e vede ancora il demone che prima di andare via gli rivolge fugaci parole. Subito dopo arrivano i soccorsi che portano i Winchester in ospedale. Dean si sveglia e chiede informazioni sul fratello e sul padre agli infermieri che gli passano davanti, ma nessuno lo sente e, tornato nella sua stanza, vede sé stesso sul letto in rianimazione, dunque realizza che la sua anima ha abbandonato il corpo e non c'è modo di comunicare con gli altri. Sam, disperato per le condizioni critiche del fratello, va dal padre e propone di contattare uno stregone, ma lui gli chiede di procurargli degli ingredienti per un incantesimo di protezione dai demoni e la Colt rimasta in auto. Prima di andare, Sam rivela al padre che il demone dagli occhi gialli gli aveva riferito di avere dei progetti per lui, ma John dice di non conoscere le vere intenzioni del demone. Procurato il necessario, Sam capisce che quegli ingredienti servono per evocare i demoni, così, infuriato, chiede al padre di fermarsi almeno ora che Dean è sul punto di morire. Nel frattempo, Dean si imbatte in un mietitore che porta via le anime dei pazienti quando giunge la loro ora e mentre scappa incontra un altro spirito, Tessa, che inizialmente si mostra spaventata ma poi sembra voler accettare il proprio destino. Tornato nella sua stanza, Dean trova Sam con una tavola spiritica che tenta di parlare con lui. Nonostante la propria diffidenza, il piano di Sam funziona: i due riescono a comunicare e Dean gli rivela della presenza di un mietitore nell'ospedale che sta prendendo le anime dei pazienti in fin di vita. Mentre Dean continua a sfuggire al mietitore, capisce che quest'ultimo in realtà è proprio Tessa: il mietitore ha preso le sembianze di una ragazza per avvicinarsi a lui. Infatti Tessa non può costringerlo a seguirla, ma vuole convincerlo a trapassare in quanto non c'è modo di tornare nel suo corpo perché è in condizioni gravi. Intanto Sam corre da John per chiedergli aiuto ma, non trovandolo nella sua stanza, si affida al suo diario. John, con gli ingredienti presi da Sam, evoca il demone dagli occhi gialli, Azazel, con il quale fa un accordo: la Colt in cambio della vita di Dean che si sveglia miracolosamente dal coma e tutte le sue ferite sono sparite. Il ragazzo non ha memoria di quello che ha fatto mentre era uno spirito, nonostante Sam gli rammenti che stava tentando di scappare da un mietitore. I fratelli vengono raggiunti dal padre il quale dice a Sam di non voler più litigare con lui e, con la scusa di volere un caffè, lo fa allontanare per parlare solo con Dean. John si confida con il figlio dicendogli di essere orgoglioso di lui e gli raccomanda di continuare a proteggere Sam, poi sussurra qualcosa all'orecchio di Dean, lasciando il ragazzo sconvolto. Quando Sam rientra nella stanza trova il padre steso a terra con i dottori che provano a rianimarlo: alle 10.41 viene annunciata la morte di John Winchester.
- Supernatural Legend: mietitore di anime
- Guest star: Jeffrey Dean Morgan (John Winchester), Jim Beaver (Bobby Singer), Fredric Lehne (Azazel), Lindsey McKeon (Tessa).
- Altri interpreti: Marcell Maillard (demone), Randal Edwards (soccorritore), Carrie Anne Fleming (infermiera), Julian Christopher (dottore), Nicola Anderson (Janet).
- Musiche: Stranglehold (Ted Nugent), Bad Moon Rising (Creedence Clearwater Revival).

## Tutti amano i clown
- Titolo originale: Everybody Loves a Clown
- Diretto da: Phil Sgriccia
- Scritto da: John Shiban

### Trama
Sam e Dean bruciano il corpo del padre per dargli l'ultimo saluto. Sam chiede a Dean se il padre gli avesse detto qualcosa prima di morire, ma il fratello nega. Mentre Dean ripara l'Impala, gravemente danneggiata dall'incidente, Sam è ancora adirato per la morte del padre e sospetta che il demone dagli occhi gialli possa essere il responsabile poiché è sparita anche la Colt. Mentre Sam cerca indizi tra gli effetti del padre, ascolta un messaggio nella segreteria telefonica di uno dei telefoni di John, risalente a 4 mesi prima, nel quale una certa Ellen Harvelle dice di volerlo aiutare. I due fratelli si mettono in viaggio per raggiungere la "Roadhouse", locale dove avrebbero trovato la donna. Giunti sul luogo, Sam e Dean vengono minacciati con pistole e fucili dalla stessa Ellen e da sua figlia Jo, anche loro cacciatrici del soprannaturale. Non appena si presentano, i due vengono lasciati andare e riferiscono alla donna della morte di John. Ellen racconta ai due che voleva aiutare John a combattere il demone dagli occhi gialli, così decide di aiutare i fratelli Winchester e presenta loro Ash, un giovane cacciatore esperto di informatica che cerca di rintracciare il demone, basandosi sulle poche informazioni raccolte da John. Nell'attesa, Sam cerca di espiare il suo senso di colpa andando a caccia e, insieme a Dean, si occupa del caso di un "clown-killer" a Medford, nel Wisconsin, che uccide i genitori dei bambini che visitano il luna park della zona. Dean è sorpreso che Sam abbia scelto di accettare questo caso poiché il fratello è terrorizzato dai clown, ma i fratelli Winchester scoprono che in realtà si tratta di un Rakshasa, che attira i bambini per poi uccidere i loro genitori. Dopo varie ricerche, riescono a individuare la creatura e a ucciderla con un pugnale di ottone. Tornati alla Roadhouse, Ash comunica ai ragazzi di non aver ancora rintracciato il demone ma di aver inventato un metodo per localizzarlo al minimo presagio e che in caso di novità subito li avrebbe avvertiti. Intanto Jo mostra un palese interesse per Dean, ma lui non è dell'umore giusto. Lasciata la Roadhouse, Sam e Dean tornano da Bobby dove continuano le loro ricerche; inoltre Sam riesce a discutere con Dean in merito al fatto che non sta affrontando bene la morte di John e, a seguito di uno stato di indifferenza, Dean risponde con uno sfogo di rabbia prendendo a picconate il bagagliaio dell'Impala.
- Supernatural Legend: rakshasa
- Guest star: Samantha Ferris (Ellen Harvelle), Alona Tal (Jo Harvelle), Chad Lindberg (Ash)
- Altri interpreti: Nicole Munoz (Nora), Julius Chapple (padre di Nora), Lexie Huber (madre di Nora), Colin Naples (Clown), Quinn Lord (Evan).
- Musiche: Time Has Come Today (The Chambers Brother), Shambala (Three Dog Night), Do That to Me One More Time (Captain & Tennille), What's Your Name (Lynyrd Skynyrd), Everybody Loves a Clown (Gary Lewis & The Playboys)

## Vampiri
- Titolo originale: Bloodlust
- Diretto da: Robert Singer
- Scritto da: Sera Gamble

### Trama
I fratelli Winchester si recano a Red Lodge nel Montana, dove si sono verificate strane mutilazioni di mucche. Arrivati sul posto, cominciano le indagini dove all'obitorio analizzano il corpo di una ragazza decapitata e scoprono che in realtà era una vampira. Un po' confusi, continuano le ricerche e chiedono in giro per ottenere più informazioni, ma attirano l'attenzione di Gordon Walker, un cacciatore amico di John Winchester. Gordon però intima loro di lasciar perdere questo caso in quanto lui ci sta lavorando da tempo. La sera stessa, Gordon si reca al covo dei vampiri e se non fosse stato per il repentino intervento di Sam e Dean, sarebbe rimasto ucciso nello scontro. Tornati al pub, Dean e Gordon realizzano di avere molto in comune e decidono di allearsi per combattere i vampiri, trovando però Sam in disappunto. Infatti pensa bene di mettere in guardia Dean, in quanto Sam ritiene che Gordon sia troppo ossessionato dalla caccia e sembra che uccidere, per lui, sia più un divertimento. Sam, tornato al motel, confida a Ellen che stanno risolvendo un caso di vampiri con la collaborazione di Gordon, ma la donna gli consiglia di non fidarsi di lui, facendogli capire che è una persona poco raccomandabile. Infatti Gordon ha cominciato a cacciare per vendicare la sorella morta e sostiene che l'unico modo per sentirsi appagato è continuare a uccidere. Poco dopo Sam viene rapito da due vampiri, Eli e Lenore, e al suo risveglio rivelano al ragazzo che loro, a differenza di altri vampiri che in passato si nutrivano di uomini, adesso si cibano solo di sangue animale per tenere lontani i cacciatori. Ma c'è ancora qualche cacciatore che continua a uccidere i vampiri, dunque gli chiede di riferire agli altri cacciatori che loro abbandoneranno la città e chiedono di essere lasciati in pace. Sam, convinto da Lenore, torna da Dean e gli dice di fermare la caccia in quanto i vampiri non costituiscono una minaccia. Dean però non è d'accordo con il fratello e, appoggiato da Gordon, va al covo dei vampiri per ucciderli tutti. Gordon lega Lenore e comincia a torturarla con troppa insistenza. Dean capisce che l'intuizione di Sam non era sbagliata e prova a dissuadere Gordon. Ma il cacciatore insiste per ucciderli e usa Sam come esca per dimostrare che i vampiri sono una minaccia e che la loro natura non può cambiare, convinto che Lenore avrebbe attaccato il ragazzo. La vampira però resiste, convincendo definitivamente Dean che, riunitosi a Sam, si trova a combattere contro Gordon. La lotta tra Dean e Gordon vede il primo uscirne vincitore, mentre Sam riesce a mettere in salvo i vampiri buoni.
- Supernatural Legend: vampiri
- Guest star: Sterling K. Brown (Gordon Walker), Amber Benson (Lenore), Samantha Ferris (Ellen Harvelle).
- Altri interpreti: Janene Carleton (Christina Flannigan), Derek McIver (sceriffo), Ty Olsson (Eli).
- Musiche: Wheel in the Sky (Journey), Back in Black (AC/DC), Time and Time Again (Long John Hunter), Golden Rule (Lil Ed e the Blues Imperial), Funny Car Graveyard (Lee Rocker)

## Il mistero della tomba
- Titolo originale: Children Shouldn't Play with Dead Things
- Diretto da: Kim Manners
- Scritto da: Raelle Tucker

### Trama
Sam decide di fare visita alla tomba della defunta madre, trascinando con sé anche il fratello riluttante. Arrivati al cimitero di Greenville, nell'Illinois, Dean nota uno strano cerchio di terra morta attorno a una tomba vicina, quella di Angela Mason, morta 3 giorni prima, e pensano a una possibile presenza maligna. Sam e Dean compiono delle ricerche e scoprono che Angela è morta in un incidente d'auto causato da un litigio che la ragazza aveva avuto con il fidanzato Matt, il quale le ha telefonato e lei, distraendosi dalla guida, ha fatto sbandare l'auto. Dean, intanto va a dare un'occhiata all'appartamento di Angela, dove parla con la sua coinquilina Lindsey la quale è sconvolta perché la sera precedente Matt è morto in circostanze misteriose e che prima di morire aveva delle visioni su Angela. Sam e Dean decidono di interrogare Neil, il migliore amico di Angela, il quale confessa che la amava e che Matt tradiva la ragazza proprio con Lindsey. Pensando che Angela fosse diventata uno spirito vendicatore, Sam e Dean vanno al cimitero per bruciare le ossa della ragazza ma, aperta la bara, il corpo non c'è. Dean nota dei simboli sulla bara e realizza che qualcuno ha fatto un incantesimo per far tornare in vita Angela sotto forma di zombie. Attraverso alcuni indizi, Dean pensa sia stato il padre della ragazza e senza indugiare lo accusa di tenere la figlia nascosta, ma il signor Mason, sconvolto e incredulo dalla portata delle accuse, manda via Dean, ancora furioso per la morte di John. A quel punto i due capiscono che l'unica persona che potrebbe aver resuscitato la ragazza è proprio Neil che, dopo aver scoperto l'omicidio di Matt per mano di Angela, confessa tutto ai fratelli. Sam e Dean vanno subito da Lindsey per proteggerla, facendo scappare Angela. I fratelli Winchester escogitano un piano con l'aiuto di Neil, ma Angela avvertendo la sua paura capisce che vuole tendergli una trappola e lo uccide. Al cimitero, Sam e Dean riescono a catturare e a uccidere definitivamente Angela impalandola all'interno della sua bara. Durante il viaggio di ritorno, Dean ferma la macchina per parlare con Sam, scusandosi con il fratello per il comportamento avuto per la morte del padre, e gli confessa il suo dolore e il suo senso di colpa, in quanto sospetta che John abbia sacrificato la sua vita per riportarlo in vita.
- Supernatural Legend: zombie
- Guest star: Tamara Feldman (Angela Mason), Jared Keeso (Matt), Christopher Jacot (Neil), Leela Savasta (Lindsey).
- Altri interpreti: Serge Houde (signor Mason).
- Musiche: Sad Girl (Supergrass)

## Strane premonizioni
- Titolo originale: Simon Said
- Diretto da: Tim Iacofano
- Scritto da: Ben Edlund

### Trama
Sam ha una visione su un uomo che entra in un negozio di ferramenta, prende un fucile, spara al proprietario e poi si suicida. Preoccupato dalla premonizione, Sam, insieme a Dean, si reca da Ash alla Roadhouse e, tramite i particolari ricordati da Sam, riesce a rintracciare il luogo: Guthrie (Oklahoma). Continuando le ricerche, i ragazzi scoprono che nella stessa città ci fu un incendio come quello che distrusse la loro casa e uccise Mary. Sam e Dean si recano immediatamente sul posto dove trovano Andy Gallagher, il ragazzo che condivide lo stesso destino di Sam. Dean decide di seguire Andy, che ha il potere di manipolare la mente delle persone, ma quest'ultimo lo scopre e attraverso i suoi poteri convince il cacciatore a consegnagli la macchina. Intanto, Sam riesce a fermare l'omicidio dell'uomo in ferramenta il quale però, subito dopo viene investito da un autobus. Andy si accorge di essere seguito e intima Dean di andare via, ma Sam si rivela immune ai poteri del ragazzo e gli chiede perché sta uccidendo le persone. Andy si dichiara innocente e mentre stanno parlando, Sam ha un'altra premonizione ma anche questa volta non riescono a impedire che si compia. Continuando a indagare scoprono che in qualche modo le uccisioni sono legate a Andy: la donna della visione era infatti la madre biologica del ragazzo la quale si scopre aver avuto due gemelli, Andy e Webber, dati in adozione dopo la loro nascita. I tre si mettono alla ricerca di Webber ma proprio in quel momento Sam ha una nuova visione: Webber si trova su un ponte assieme a Tracy, un'amica di Andy, e la sta costringendo a buttarsi. Giunti sul luogo, Dean viene lasciato in disparte in quanto può essere manipolato, mentre Sam e Andy si avvicinano a Webber il quale dice al fratello che stava agendo così per conto del demone dagli occhi gialli che ha dei grandi progetti per lui. Mentre Andy cerca di persuadere il fratello, Webber percepisce la presenza di Dean e lo obbliga a uccidersi ma proprio in quel momento Andy, per salvare sia Tracy che Dean, prende la pistola e uccide il gemello. Prima di andare via i fratelli salutano Andy; mentre sono in viaggio Sam, preoccupato, chiede al fratello se tutti quelli come lui sono destinati a diventare assassini, ma Dean lo rassicura. I due tornano alla Roadhouse dove Ellen intima ai ragazzi di raccontarle la verità in merito al demone, in quanto ha il presentimento che possa attenderli qualcosa di estremamente pericoloso. Inizialmente restii a dire la verità, decidono di rivelare tutto, compresi i poteri di Sam; è in questo momento che Sam capisce che potrebbero esserci molti altri ragazzi come lui.
- Supernatural Legend: premonizioni, controllo della mente
- Guest star: Alona Tal (Jo Harvelle), Samantha Ferris (Ellen Harvelle), Chad Lindberg (Ash), Gabriel Tigerman (Andy Gallagher), Elias Toufexis (Webber Weems), Chiara Zanni (Tracy).
- Altri interpreti: Blu Mankuma (dottor Jennings), Eric Keenleyside (Dennis), Richard Lett (Ed), Ian Rozylo (Roger), Rachel Wainwright (Holly Beckett).
- Musiche: Women's Wear (Daniel May), Hard Drivin' Man (J. Geils Band), Tired of Crying (Lil Ed e the Blues Imperials), Can't Fight This Feeling (REO Speedwagon), Stonehenge (Spinal Tap), Fell on Black Days (Soundgarden)

## Senza uscita
- Titolo originale: No Exit
- Diretto da: Kim Manners
- Scritto da: Matt Witten

### Trama
Sam e Dean giungono alla Roadhouse proprio durante un litigio tra Ellen e sua figlia Jo, dovuto al fatto che la ragazza vorrebbe seguire le orme del defunto padre e diventare una cacciatrice. Ellen glielo vieta perché non vuole esporre la figlia ai pericoli del soprannaturale e chiede ai Winchester di occuparsi del caso che aveva trovato Jo. Sam e Dean si recano a Filadelfia per investigare sulle sparizioni di alcune donne bionde avvenute negli ultimi 6 anni nello stesso palazzo. Mentre sono sul posto e compiono le loro indagini, Sam nota, tra le crepe dei muri, una strana sostanza nera che si rivela essere ectoplasma. Usciti dal palazzo si imbattono in Jo, scappata di casa per unirsi a loro. Ellen, preoccupata, chiama Dean per sapere se la figlia è con loro, ma lui mente per volere della ragazza. Jo è una cacciatrice principiante e ha tanta voglia di imparare, ma Dean cerca di dissuaderla perché almeno lei ha la possibilità di scegliere una vita migliore. I tre continuano le ricerche, che li portano a scoprire che nei pressi di quel palazzo nel passato vi era una prigione dove Henry H. Holmes, il primo vero serial killer americano, imprigionava le sue vittime, prediligendo ragazze bionde. Mentre Sam, Dean e Jo sono alla ricerca dello spirito, la ragazza viene catturata. Ellen scopre che Jo è con i Winchester e li chiama chiedendo di parlare con la figlia; a quel punto Dean è costretto a confessarle che Jo è in pericolo, ma promette di salvarla. Mentre Ellen si dirige subito a Philadelphia, Sam e Dean riescono a trovare Jo e Theresa (l'ultima ragazza rapita da Holmes). Per sconfiggere lo spirito, Jo si propone di fare da esca e in questo modo riescono a intrappolare l'assassino in un cerchio di sale e a bloccarlo nelle fogne per sempre. Tornati alla Roadhouse, Sam e Dean vengono lasciati in disparte, mentre tra Ellen e Jo scoppia un'altra lite durante la quale la donna dice alla figlia che suo padre è morto mentre era a caccia con John Winchester. Sconvolta, la ragazza esce dalla Roadhouse e, raggiunta da Dean, confessa al ragazzo la verità sulla morte del padre, lasciando i fratelli Winchester sconvolti.
- Supernatural Legend: fantasmi
- Guest star: Samantha Ferris (Ellen Harvelle), Alona Tal (Jo Harvelle), Stephen Aberle (Henry H. Holmes), Lisa Marie Caruk (Theresa Ellis).
- Altri interpreti: Andrea Brooks (Katie Burns), Brent Chapman (Ed).
- Musiche: Surrender (Cheap Trick), Smoke on the Water (Deep Purple), Smoke on the Water (AC/DC), Rock and Roll Ain't Noise Pollution (AC/DC), Cold as Ice (Foreigner)

## I soliti sospetti
- Titolo originale: The Usual Suspects
- Diretto da: Mike Rohl
- Scritto da: Cathryn Humphris

### Trama
Baltimora, Maryland. I fratelli Winchester, dopo aver letto sul giornale della strana morte di un certo Anthony Giles, avvocato di Baltimora, trovato sgozzato in una stanza dove non sono presenti tracce e senza che le telecamere avessero registrato il passaggio dell'omicida, si recano sul posto per indagare. Giunti sul luogo, si rivolgono a Karen, la moglie di Anthony, la quale confessa loro che suo marito poco prima di morire aveva visto una donna ai piedi del letto. Sam e Dean approfondiscono le ricerche entrando furtivamente nell'ufficio di Tony dove trovano diversi fogli in una stampante nei quali era ripetuta la parola "danashulps". Mentre Sam continua a indagare, Dean torna da Karen, che nel frattempo si era imbattuta nello spirito della donna e spaventata aveva chiamato la polizia. Quando Dean entra in casa di Karen, trova la donna morta e proprio mentre nota che ha strani segni sui polsi viene sorpreso dalla polizia che lo arresta, credendolo l'assassino. Sam e Dean vengono portati alla stazione di polizia. Dean viene interrogato dal detective Peter Sheridan che viene al corrente di tutte le sue false identità e di un'accusa di omicidio, dunque gli intima di confessare perché convinto che in base ai suoi precedenti non può essere ritenuto facilmente innocente. Nel frattempo Sam viene interrogato dalla detective Diana Ballard che, in base alla mancanza di prove e alla coerenza delle versioni date dai fratelli, capisce che sono innocenti e vuole rilasciarli ma Sheridan insiste per arrestarli. Durante una pausa dall'interrogatorio, mentre Sam e Dean aspettano nelle rispettive stanze l'arrivo di un avvocato, cercano di risolvere il mistero "danashulps" pensando che si tratti di un anagramma. Grazie all'aiuto dell'avvocato, Dean scopre che una delle parole anagrammate corrisponde a un luogo e chiede di riferirlo a Sam che riesce a scappare dalla centrale di polizia e proseguire le ricerche. Messo alle strette da Sheridan, Dean si decide a confessare e dice che la causa di tutte queste morti è uno spirito vendicativo mostrando l'indizio da lui trovato sia nell'ufficio di Tony che a casa di Karen. Il detective si arrabbia e gli intima di dire la verità se non vuole finire in carcere. Nel frattempo la detective Ballard si reca in bagno e assiste a un fenomeno paranormale: tutti i rubinetti si aprono, facendo scorrere acqua bollente, gli specchi si appannano e compare la parola "danashulps". La detective spaventata cerca di cancellare il nome e dietro di lei appare lo spirito di una donna. Sconvolta, la detective torna da Dean per fargli delle domande in merito a quello che lui aveva confessato, e il ragazzo capisce che Diana ha visto il fantasma. Inoltre nota che anche a lei sono comparsi dei segni sui polsi e le consiglia di rivolgersi al fratello. Intanto Sam, continuando le ricerche, scopre alcune ragazze morte che potrebbero essere legate al caso: la detective riconosce il fantasma in una delle donne. Si tratta di Claire Becker, una ragazza scomparsa mesi prima, dopo essere stata arrestata per furto di droga. Sam capisce allora che devono trovare il corpo di Claire per bruciarne le ossa. Arrivati sul luogo, la detective vede di nuovo lo spirito che tenta di comunicare con lei. Sam intuisce che se la detective non è stata uccisa, allora non è lo spirito a compiere gli omicidi ma appare solo in casi di presagio. Riesumato il corpo, la detective nota che il cadavere porta una collana uguale alla sua e dunque capisce che dietro gli omicidi c'è il suo compagno, nonché il detective Sheridan. Intanto Sheridan finge di portare Dean in prigione con l'obiettivo di ucciderlo in un luogo isolato. Fortunatamente la detective Ballard e Sam riescono a intercettare il furgone e fermano in tempo Sheridan che stava per sparare a Dean. Il detective confessa a Diana di essere il responsabile degli omicidi per nascondere alcuni loschi affari e che Dean sarebbe stato perfetto come capro espiatorio. Prima di sparare, appare nuovamente lo spirito di Claire e mentre Sheridan è distratto a guardarla, la detective spara al compagno. Dean e Sam sono salvi e la detective lascia fuggire i due fratelli ringraziandoli per il loro lavoro.
- Supernatural Legend: fantasmi
- Guest star: Linda Blair (Detective Diana Ballard), Jason Gedrick (Detective Peter Sheridan).
- Altri interpreti: Keegan Connor Tracy (Karen Giles), Andy Stahl (Avvocato Jeff Krause), Shannon Powell (Claire Becker).
- Curiosità: Alla fine dell’episodio quando i fratelli scappano, Dean chiede a Sam se il detective Ballard sia familiare e quest’ultimo risponde di no. Dean aggiunge di avere, per qualche ragione, fame di zuppa di piselli, il che è un omaggio al film L'esorcista (in cui Linda Blair era protagonista): nella scena del vomito era stata infatti usata zuppa di piselli diluita, sparata da una pompetta.

## Patto col Diavolo
- Titolo originale: Crossroad Blues
- Diretto da: Steve Boyum
- Scritto da: Sera Gamble

### Trama
Greenwood (Mississippi), 1938: un uomo, Robert Johnson, sta suonando in un bar ma si interrompe appena sente ringhiare ferocemente dei cani e fugge. La sua famiglia lo trova in casa in preda alle convulsioni e Robert muore dopo aver detto di esser scappato dal "cane nero".
Nel presente Sam e Dean si recano a Greenwood per indagare sulla morte misteriosa di Sean Boyd, un noto architetto lanciatosi dal grattacielo che aveva progettato, dopo aver chiamato la protezione animali in seguito all'avvistamento di un cane nero aggressivo. Il socio di Boyd confida ai ragazzi che 10 anni prima Sean lavorava in un bar del posto, il Lloyd's, e che improvvisamente era diventato un genio nel campo dell'architettura. Intanto scompare un'altra persona: Silvia Pearlman che prima di sparire aveva contattato la protezione animali per lo stesso motivo di Boyd. Mentre parlano con la domestica, Sam e Dean scoprono che la Pearlman è una giovane donna, diventata chirurgo primario 10 anni prima e in una foto scoprono che anche lei frequentava il bar Lloyd's. Si scopre che la donna si è rifugiata in un motel per fuggire dal cane nero, ma il suo tentativo si rivela vano. Sam e Dean si recano al bar Lloyd's e la prima cosa che li colpisce è che vicino al locale sono piantati dei fiori utilizzati nei rituali di evocazione demoniaca. I ragazzi scavano una buca all'incrocio del locale e, appena trovano una scatola di latta contenente ossa di gatto e terra di cimitero, capiscono che le persone coinvolte avevano fatto un patto con un demone e che dietro le misteriose uccisioni c'è un segugio infernale, mandato per riscuotere le loro anime. Dopo varie ricerche risalgono a un certo George Darrow, assiduo frequentatore del Lloyd's, che confessa di aver fatto anche lui un patto col demone. Aveva chiesto di diventare un pittore talentuoso, ma non ha mai raggiunto la fama e cerca di difendersi dal cane nero spargendo della polvere hoodoo sulle porte di casa. Prima di mandarli via, George dà a Dean la polvere sepolcrale e rivela il nome di un'altra persona: Evan Hudson, che aveva chiesto al demone di salvare la moglie malata di cancro. Anche Evan è preoccupato per l'arrivo del segugio infernale e i fratelli Winchester cercano di aiutarlo. Mentre Sam cosparge la polvere hoodoo in casa di Evan, Dean si reca all'incrocio del Lloyd's per evocare il demone, con l'intento di incastrarlo, per chiedergli di barattare la sua vita per quella di Evan. Il demone rifiuta e durante la conversazione Dean ha la conferma di quello che da tempo sospettava: anche suo padre ha venduto l'anima a un demone per salvarlo dalla morte. Percependo il dolore del ragazzo per la morte del padre, il demone cerca di convincere Dean a barattare i suoi prossimi 10 anni in cambio di riportare in vita il padre. Ma Dean non cede e riesce a intrappolare il demone in un pentacolo, disegnato prima di evocarlo, dunque il demone si trova costretto ad accettare il patto di barattare la vita di Evan per la sua libertà.
- Supernatural Legend: patto col diavolo, Demoni
- Guest star: La Monde Byrd (Robert Johnson), John Lafayette (George Darrow), Jeannetta Souza (demone degli incroci).
- Altri interpreti: Vincent Gale (Evan Hudson), Leah Cairns (Julie Hudson), Christie Laing (demone degli incroci del 1930), Aleks Paunovic (amico di Sean), Catherine Thomas (cameriera), Deni DeLory (Silvia Pearlman), James Lafazanos (hotel manager).
- Musiche: Crossroad Blues (Robert Johnson), Downhearted Blues (Son House), Key to the Higway (Big Bill Broonzy), Chaos Surrounds You (Bryan Tichy), Little Walter (Onzy), Eat the Rich (Fozzy), Eat the Rich (Motörhead), Me and the Devil Blues (Robert Johnson), Hell Hound on My Trail (Robert Johnson), Nazareth (Hair of the dog).

## Croatoan
- Titolo originale: Croatoan
- Diretto da: Robert Singer
- Scritto da: John Shiban

### Trama
In una delle sue visioni, Sam vede un ragazzo legato a una sedia che supplica di essere lasciato andare, ma Dean è costretto a sparargli. Basandosi su una serie di indizi legati alla visione, i fratelli Winchester risalgono al luogo: Rivergrove, Oregon in cui decidono di recarsi, ipotizzando un possibile attacco da parte del demone dagli occhi gialli. La descrizione del ragazzo riconduce a un certo Duane Tanner. Durante la perlustrazione della zona, Sam nota una parola incisa su un palo "Croatoan" che è legato a Roanoke, la prima colonia inglese, dalla quale scomparvero misteriosamente moltissime persone. Notano anche che la linea telefonica non funziona e hanno la sensazione che stia per succedere qualcosa. I Winchester arrivano a casa Tanner e ad aprire la porta è il fratello con il padre, il quale dice che Duane non è in casa. Sam e Dean stanno per andarsene quando pensano che sia meglio dare un'occhiata e, da fuori, vedono la signora Tanner legata a una sedia mentre il marito fa un'incisione sul braccio del figlio, versando il sangue su una ferita aperta della donna. Sam e Dean irrompono in casa salvando la signora Tanner, ma il figlio riesce a fuggire. I fratelli Winchester portano la signora in ospedale e li ella racconta di come suo figlio Jake e suo marito fossero cambiati improvvisamente. Intanto, dagli esami fatti dalla dottoressa Amanda Lee, risulta che nel sangue della donna vi è presenza di zolfo, elemento legato ai demoni. Dopo poche ore la signora Tanner attacca la dottoressa, ma Sam e Dean intervengono in tempo e, pensando all'ipotesi di un virus demoniaco, si trovano costretti a legare e isolare la donna per evitare che contagi qualcun altro. Mentre Dean va in perlustrazione per vedere se vi è rimasto qualcuno ancora non infetto, nota che ogni entrata al paese è stata bloccata e mentre sta per rientrare in ospedale da Sam, incontra Mark, un ex militare, ancora sano e decide di portarlo con sé. Tornati all'ospedale, Dean si trova costretto a uccidere la signora Tanner. Mentre Sam e Dean riescono a convincere l'infermiera, Pamela, a rimanere in ospedale per non essere infettata dagli altri, si presenta Duane Tanner, che inizialmente viene legato a una sedia e minacciato da Dean, facendo crescere in Sam la paura che la sua premonizione potesse avverarsi. Subito dopo Duane viene liberato, in quanto dagli esami del sangue non risulta zolfo. Mentre stanno escogitando un piano su come lasciare il paese, Sam viene attaccato da Pamela che lo infetta col proprio sangue. Come per gli altri, anche Sam dovrebbe essere ucciso, ma Dean impedisce che gli altri si avvicinino al fratello e lascia che il resto delle persone lì presenti se ne vada, a eccezione della dottoressa che decide di rimanere. Dopo cinque ore gli esiti degli esami mostrano ancora che il sangue di Sam è pulito. Inoltre la dottoressa nota che anche il sangue degli altri, oramai uccisi, è pulito: le tracce di zolfo sono misteriosamente scomparse. I superstiti decidono di uscire dall'ospedale dove trovano la desolazione più assoluta: il paese è completamente vuoto. Mentre Mark e Duane sono in viaggio, il ragazzo chiede all'uomo di fermarsi per fare una chiamata. Duane attacca Mark tagliandogli la gola e versa il sangue in una coppa per comunicare a un demone che Sam è risultato immune al virus demoniaco. Intanto Sam e Dean si sono rimessi in viaggio, quando Sam chiede spiegazioni a Dean sul perché sia rimasto con lui rischiando la morte. Ma Dean, schivo, gli dice soltanto che ha fatto una promessa al padre e che quest'ultimo, prima di morire, ha riferito al figlio una cosa su Sam.
- Supernatural Legend: Demoni
- Guest star: Diego Klattenhoff (Duane Tanner), Kate Jennings Grant (Dottoressa Amanda Lee), Bobby Hosea (Mark).
- Altri interpreti: Sonja Bennett (Pamela Clayton), Nolan Gerard Funk (Jake Tanner), Laurie Murdoch (signor Tanner), Chilton Crane (signora Tanner).

## Destino crudele
- Titolo originale: Hunted
- Diretto da: Rachel Talalay
- Scritto da: Raelle Tucker

### Trama
Un ragazzo, Scott Carey, che si presume avere dei poteri psichici simili a quelli di Sam, è dallo psichiatra al quale riferisce che è in grado di fulminare tutto ciò che tocca e dice anche che il demone dagli occhi gialli ha dei piani per lui. Uscito dallo studio medico e raggiunta la macchina, l'uomo viene brutalmente ucciso a coltellate da un misterioso individuo. Intanto Dean rivela al fratello che il padre, in punto di morte, gli ha detto di proteggerlo e che, se non fosse riuscito a salvarlo, avrebbe dovuto ucciderlo. Sam, sconvolto dalla confessione del fratello, capisce che John sicuramente conosceva i "piani" del demone dagli occhi gialli e vuole scoprire di cosa si tratta, ma Dean non ha ancora intenzione di affrontare questo problema.
Dunque Sam decide di indagare da solo e va alla Roadhouse, dove Ellen si scusa per il comportamento avuto l'ultima volta e gli confida che lei non ha mai dato la colpa a nessun membro della famiglia Winchester per quanto accaduto al padre di Jo. Sam chiede aiuto ad Ash per scoprire chi sono le altre persone che potrebbero essere state colpite dal demone dagli occhi gialli. Dopo varie ricerche, Ash trova quattro persone tra cui Scott Carey, un ragazzo morto qualche mese prima a Lafayette, Indiana. Sam decide di indagare meglio su quest'ultimo e chiede a Ellen di non avvisare Dean; poi si dirige sul posto e, nell'appartamento di Scott, trova delle pillole prescritte dal dottor Waxler e una parete tappezzata di occhi gialli. Tornato al motel, Sam si rende conto di essere seguito da una ragazza, Ava Wilson, che rivela di avere dei sogni premonitori nei quali ha visto morire sia Scott che Sam. Così decide di aiutare Sam a indagare sul caso e, mentre lei tiene occupato il dottor Waxler, Sam ruba la cassetta con la registrazione della conversazione tra Scott e lo psichiatra. Rientrati in motel, ascoltano la registrazione in cui Scott dice che il demone dagli occhi gialli sta per scatenare una guerra e i prescelti saranno i suoi soldati. Improvvisamente Sam e Ava vengono attaccati da alcuni spari: è Gordon Walker (il cacciatore incontrato mesi prima nel Montana) che sta cercando di uccidere Sam, ma Dean (che grazie a Ellen ha rintracciato il fratello) interviene tempestivamente e ferma il cacciatore, così Ava e Sam riescono a mettersi in salvo. Dean viene catturato e fatto prigioniero da Gordon il quale lo informa che è suo dovere uccidere Sam, in quanto ha scoperto cosa diventeranno tutti quelli che, come lui, hanno avuto la visita dal demone dagli occhi gialli. Gordon obbliga Dean a chiamare Sam, il quale però attraverso una parola segreta capisce che il fratello è in pericolo e, lasciando Ava al sicuro, si reca a salvarlo. Ava, preoccupata per Sam, si fa promettere di chiamarla non appena fossero in salvo. Arrivato sul luogo dell'incontro, Sam riesce a salvare Dean e fa arrestare Gordon dalla polizia, mentre lui e il fratello restano in disparte a guardare la scena. Sam, come promesso, chiama Ava, che però non risponde. Preoccupati si recano a casa della ragazza, dove trovano il fidanzato di Ava morto, dello zolfo sulla finestra e l'anello di Ava a terra.
- Supernatural Legend: Demoni
- Guest star: Katharine Isabelle (Ava Wilson), Sterling K. Brown (Gordon Walker), Samatha Ferris (Ellen Harvelle), Chad Lindberg (Ash).
- Altri interpreti: Richard de Klerk (Scott Carey), Tom McBeath (padre di Scott), Bill Mondy (Dottor Waxler), Levi James (fidanzato di Ava).
- Musiche: White Rabbit (Jefferson Airplane), Lonesome Stranger (Carey Bell), Supermassive Black Hole (Muse), God's Gonna Cut You Down (Johnny Cash)

## La casa delle bambole
- Titolo originale: Playthings
- Diretto da: Charles Beeson
- Scritto da: Matt Witten

### Trama
La signora Susan Thompson è la proprietaria di un antico hotel che però è costretta a vendere a causa di dissesti finanziari. Mentre accompagna un antiquario, Larry Williams, a ritirare degli oggetti da dare in beneficenza viene distratta da sua figlia Tyler che supplica, insieme a Maggie, di non vendere l'hotel. Tyler entra in una stanza piena di bambole da collezione e mentre gioca con una riproduzione fedele dell'albergo nota che, stranamente, una bambola ha la testa girata di 180º. Un rumore attira l'attenzione della signora Thompson: Larry è caduto dalle scale e la sua testa è girata di 180º; accanto al suo corpo giace una bambola antica. Sam intanto si trova a Peoria, in Illinois, per cercare Ava e chiede l'aiuto di Ellen che parla ai due di un caso di alcune morti decisamente misteriose avvenute in un hotel a Cornwall, Connecticut. Giunti sul posto, Sam nota dei quincunx, usati nei riti hoodoo, su alcune urne presenti nell'hotel così decidono di pernottarvi per qualche giorno per perlustrare il luogo e, parlando con la proprietaria, Sam e Dean notano una stanza con numerose bambole. Sam, fingendosi un collezionista, si fa dare il permesso dalla signora Thompson per vedere la stanza nella quale i fratelli notano una riproduzione dell'hotel fatto a misura di bambola e una delle bambole con la testa girata. Parlando con Tyler, i fratelli Winchester realizzano che le bambole appartengono alla nonna Rose ma, appena chiedono di poterla vedere, Susan nega l'incontro in quanto la donna è molto malata. Tornata alla reception, Susan accoglie un uomo dell'agenzia immobiliare che ha comprato l'hotel e le comunica lo sfratto immediato prima della demolizione. Mentre l'uomo è nella sua stanza, Tyler gioca con le bambole e accade qualcosa di strano: l'uomo si impicca, così come una delle bambole. Dean torna nella sua stanza dove trova Sam ubriaco, in quanto si sente in colpa per non aver salvato l'uomo e si fa promettere che se fosse diventato un assassino a causa del demone, Dean avrebbe dovuto ucciderlo ma lui cerca di rassicurare il fratello e, con la speranza che Sam il giorno dopo si dimentichi della conversazione, gli promette che farà come vuole. Dean esce dalla stanza e incontra il maggiordomo, il quale gli racconta la storia dell'hotel e gli mostra delle vecchie foto della famiglia Thompson, dove Dean nota che la tata di Rose ha un amuleto hoodoo. L'indomani, Dean racconta tutto a Sam e i due capiscono che devono parlare con Rose ma, vedendo la donna, comprendono che è troppo malata per essere lei a evocare lo spirito. Intanto, Susan è pronta per andarsene, ma Tyler le dice che Maggie non vuole e la donna, arrabbiata, le grida che ormai è grande per avere un'amica immaginaria. Mentre Susan esce dall'hotel, portando con sé i bagagli, la sua auto si mette in moto per investirla, ma viene salvata da Sam. I Winchester spiegano alla donna che si tratta di uno spirito legato alla magia hoodoo; inoltre Susan racconta ai due fratelli dell'amica immaginaria della figlia. Sam e Dean realizzano allora che Maggie non è altro che Margaret, la sorella di Rose morta annegata in piscina da bambina. Capiscono quindi che Tyler è in pericolo e infatti i fratelli la trovano nella piscina dell'hotel che sta per annegare ma, fortunatamente, Sam riesce a salvarla, grazie anche all'aiuto di Rose. L'anziana signora riesce a fermare lo spirito della sorella, dando la sua stessa vita per salvare quella della nipotina. Nel finale, Sam fa sapere a Dean che nonostante la sbronza, si ricorda tutto quello che si sono detti la sera prima, e della promessa di Dean di ucciderlo nel caso diventasse malvagio.
- Supernatural Legend: fantasmi, malocchio
- Guest star: Annie Wersching (Susan Thompson), Matreya Fedor (Tyler Thompson), Conchita Campbell (Maggie Thompson).
- Altri interpreti: Jonathan Bruce (Larry Williams), Brenda McDonald (Rose Thompson), John R. Taylor (Sherwin), Robr Bruner (agente immobiliare).

## Un'insolita rapina
- Titolo originale: Nightshifter
- Diretto da: Phil Sgriccia
- Scritto da: Ben Edlund

### Trama
Milwaukee, Wisconsin: all'interno di una banca ci sono delle persone tenute in ostaggio. Il primo ostaggio viene rilasciato da Dean che punta una pistola contro l'uomo, intimando alla polizia di non sparare.
24 ore prima: Sam e Dean si trovano in una gioielleria per indagare sulla morte di una donna che si è suicidata dopo aver rubato dei gioielli e ucciso la guardia. Nelle banche e gioiellerie dei dintorni avvengono altre rapine, con lo stesso modus operandi, che si concludono con il suicidio del ladro. I due fratelli allora si recano da Ronald Reznik, un ex dipendente della banca rapinata, che racconta di aver visto il suo collega Juan comportarsi in modo strano ed è convinto dell'esistenza di esseri "umanoidi" che prendono il posto delle persone. La tesi di Reznik viene supportata da una copia dei video di sorveglianza, in cui si vede che il collega di Reznik ha gli occhi che luccicano, dunque il ragazzo intende farsi giustizia da solo se la polizia non interverrà in prima persona. Sam e Dean pensano che dietro gli omicidi ci sia un mutaforma, come quello combattuto a Saint Louis; inoltre Sam prova a convincere Reznik che non esiste alcun mostro, cercando di tenerlo a distanza dalla creatura. Dalle varie ricerche, Sam e Dean individuano la prossima banca: fingendosi agenti della sicurezza riescono a entrare e, sorvegliando i video, notano che uno dei dipendenti ha gli occhi che luccicano. Ma proprio quando stanno per andare a catturarlo, nella banca irrompe Reznik con un fucile e prende tutti i presenti in ostaggio con l'obiettivo di uccidere la creatura. Mentre Sam rimane con gli altri ostaggi nel caveau, Dean riesce a ottenere la fiducia di Reznik; insieme perlustrano la banca e trovano della pelle liquefatta in giro, capendo così che il mutaforma ha nuovamente cambiato aspetto. Nel frattempo la polizia ha circondato la banca e appena ricevono la telefonata da parte del detective, Sam cerca di evitare l'intromissione degli agenti per impedire al mutaforma di scappare. Sam e Dean capiscono che la situazione è più complicata del previsto poiché la polizia ha staccato la corrente e quindi senza l'ausilio delle videocamere non possono riconoscere il mutaforma; inoltre dopo gli [avvenimenti a Saint Louis, Dean è ricercato dall'FBI e potrebbe essere arrestato. Intanto Dean trova un altro cadavere nella banca e riesce a individuare il mutaforma in uno degli ostaggi. Con una scusa cerca di avvicinarsi, ma lui scappa. Reznik prova a inseguirlo ma esponendosi alla luce di una finestra viene ucciso dalla polizia. Intanto Sam e Dean ricevono la chiamata di Henricksen, un agente dell'FBI che da tempo è alla ricerca dei fratelli Winchester (per i furti e le profanazioni di tombe compiute negli ultimi tempi), che chiede a Dean di collaborare e di rilasciare gli ostaggi. Mentre Sam e Dean, non sapendo cosa fare, sono soli in una stanza, scoprono il cadavere sgozzato di un altro ostaggio, una ragazza di nome Sherri, facendo capire ai due che la Sherri nel caveau con cui Dean ha parlato poco prima è in realtà il mutaforma. Subito dopo, Sam e Dean fanno allontanare la finta Sherri dal caveau e le mostrano il cadavere, ma la ragazza sviene, lasciando i due confusi sul da farsi. All'improvviso il cadavere si rianima: il mutaforma aveva teso una trappola ai Winchester. Mentre Sam porta in salvo la vera Sherri, Dean lotta furiosamente contro il mutaforma e lo uccide pugnalandolo al cuore.
Nel frattempo gli agenti di Henricksen irrompono nella banca e sconvolti, trovano diversi cadaveri.
Sam e Dean, inizialmente in trappola, riescono a trovare un escamotage e a fuggire dalla banca.
- Supernatural Legend: mutaforma
- Guest star: Chris Gauthier (Ronald Reznik), Charles Malik Whitfield (Agente dell'FBI Victor Henricksen).
- Altri interpreti: Holly Hougham (Frannie), Sanjay Talwar (gioielliere), Stephen E. Miller (guardia), Brad Turner (direttore di banca), Georgia Craig (Sherri).
- Musiche: Renegade (Styx), Rock You Like a Hurricane (Scorpions).

## L'angelo vendicatore
- Titolo originale: Houses of the Holy
- Diretto da: Kim Manners
- Scritto da: Sera Gamble

### Trama
Providence, Rhode Island. Dopo aver spento la tv, che trasmetteva le parole di un evangelista, Gloria Sidnick si allontana dalla stanza ma, subito dopo, la tv si riaccende da sola e questa volta sembra che l'uomo si stia rivolgendo proprio a lei e le intima di ascoltare la volontà divina. Tutto trema e in un attimo Gloria viene travolta da una luce accecante dalla quale appare una figura dalle sembianze umane. Diverso tempo dopo Gloria si trova in un ospedale psichiatrico e Sam, fingendosi medico, la interroga per saperne di più. Gloria racconta a Sam che l'uomo apparso dalla luce era un angelo, mandato da Dio, che le ha ordinato di uccidere un uomo pugnalandolo al cuore, in quanto si trattava di una persona malvagia. Sam torna da Dean informandolo che non è la prima morte sospetta a Providence e, nonostante Dean sia scettico, Sam gli dice che potrebbe esserci veramente un angelo vendicatore che spinge le persone a uccidere. I due si recano nell'appartamento dell'uomo assassinato, Carl Gulley, per scoprire qualcosa in più e, perlustrandolo, trovano uno scheletro sotterrato in cantina. Intanto, in un altro appartamento, Zack Smith viene travolto dalla stessa luce che aveva visto Gloria, poi esce di casa e uccide un uomo. Sam e Dean, venuti a conoscenza del nuovo omicidio, perlustrano la casa della vittima, Frank, e scoprono che adescava minorenni sul web. I due decidono di visitare la chiesa che Carl e Frank frequentavano dove parlano con padre Reynolds, il quale è dispiaciuto per gli omicidi avvenuti e si rifiuta di credere che gli assassini abbiano agito per volontà divina. Inoltre i fratelli scoprono che gli omicidi sono cominciati subito dopo la morte di padre Gregory, assassinato per un furto d'auto. Dean pensa che la causa degli omicidi sia lo spirito del prete, ma Sam crede ancora alla teoria dell'angelo vendicatore. I fratelli Winchester si recano alla cripta dove è sepolto padre Gregory e qui Sam vede una luce e sviene. Rinvenuto, dice al fratello di aver visto un angelo e gli indica la prossima vittima. Mentre Dean segue il ragazzo che verrà ucciso, Sam va nella cripta per evocare lo spirito di padre Gregory, ma viene sorpreso da padre Reynolds che sta per mandarlo via. Lo spirito però appare e dice di essere stato invocato dallo stesso padre Reynolds che in realtà pregava Dio per avere un aiuto contro la criminalità che tormentava la città. Padre Gregory è convinto di essere un angelo e di agire per volontà di Dio, ma Sam lo esorta a trapassare e padre Reynolds lo convince a farsi dare l'estrema unzione. Intanto Dean raggiunge il ragazzo che Sam avrebbe dovuto uccidere e riesce a salvare la ragazza che stava per violentare. Il ragazzo cerca di scappare ma, per evitare un incidente, viene trafitto da un palo caduto da un furgone. Tornati al motel, Sam dice a Dean che aveva ragione riguardo allo spirito e che si era illuso di poter credere in qualcosa più grande di lui. In realtà Dean confessa al fratello che nell'incidente del ragazzo ha visto la volontà stessa di Dio.
- Supernatural Legend: fantasmi
- Guest star: Denis Arndt (padre Reynolds), David Monahan (padre Thomas Gregory).
- Altri interpreti: Heather Doerksen (Gloria Sidnick), Brent Fidler (evangelista), Wesley Salter (Zack Smith), Dan Mellor (Frank).
- Musiche: Down on Love (Jamie Dunlap), Kashmir (Led Zeppelin), Houses of the Holy (Led Zeppelin), Knocking on Heaven's Door (Bob Dylan)

## Le due facce di Sam
- Titolo originale: Born Under a Bad Sign
- Diretto da: J. Miller Tobin
- Scritto da: Cathryn Humphris

### Trama
Dean è preoccupato per l'improvvisa scomparsa di Sam. Dopo averlo cercato in lungo e in largo, riceve una sua telefonata dove il fratello gli chiede di raggiungerlo. Sam è in un motel di Twin Lakes, Colorado, ricoperto di sangue, sotto shock e non ricorda cosa gli sia accaduto. Insieme perlustrano il luogo in cerca di qualcosa che possa far tornare la memoria a Sam. Durante il giro, Sam trova nelle sue tasche una chiave che apre un garage dentro il quale si trova un'auto dove trovano un coltello sporco di sangue, un pacchetto di sigarette e una ricevuta di un benzinaio. Dean decide di ricostruire il tragitto del fratello nel giorno precedente. Arrivano a un'area di servizio dove l'uomo che vi lavora riconosce Sam e gli intima di andare via in quanto la sera prima, ubriaco, l'aveva aggredito e non ha pagato le sigarette che aveva preso. Dean, sorpreso, risarcisce l'uomo per i danni provocati dal fratello e gli domanda dove si fosse diretto dopo aver lasciato l'area di servizio, ricevendo come indizio solo una direzione da seguire. Durante il viaggio, Sam inizia a ricordare la strada che li conduce a una casa protetta da un sistema di sicurezza che è stato sabotato. Entrando, trovano segni di colluttazione e sul pavimento un uomo morto, che scoprono essere un cacciatore di demoni, Steve Wandell. Perlustrando i video della sorveglianza, si vede Sam aggredire l'uomo per poi ucciderlo. Dean distrugge il computer e cancella le loro tracce ma Sam, che si sente in colpa per quello che ha fatto, pensa che dietro a tutto questo ci sia il demone dagli occhi gialli. Tornati al motel, Sam confessa che nell'ultimo periodo ha avuto forti sensazioni di rabbia e odio che non riesce a controllare, quindi ribadisce al fratello che, se qualcosa andasse storto, dovrebbe ucciderlo. Dean si rifiuta e i due cominciano a litigare, ma improvvisamente Sam colpisce il fratello e poi scappa. Quando Dean rinviene, scopre che Sam è fuggito, ma riesce a trovarlo rintracciando il GPS del suo telefono. Sam è a Duluth, Minnesota, ed entra nel bar dove Jo sta lavorando. Lui le chiede scusa per tutto quello che è accaduto ma la ragazza, notando uno strano segno sul braccio di Sam, si insospettisce e chiede di Dean. Sam capisce che Jo ha una cotta per suo fratello, ma le dice di lasciarlo stare perché Dean la considera solo un'amica. Poi le afferra il polso e la stringe a sé cercando di baciarla, ma la ragazza riesce a divincolarsi e afferra una bottiglia per colpire Sam. Dopo una breve colluttazione, Jo sviene e Sam la lega, svelando che ha intenzione di usarla come esca per attaccare Dean. Inoltre le rivela la verità sulla morte di suo padre, Bill, e che John si è trovato costretto a ucciderlo perché ferito gravemente da un demone. Appena Dean entra nel bar, Sam gli implora di sparargli altrimenti lui ucciderà Jo. Dean non riesce a uccidere il fratello e appena gli versa dell'acqua santa addosso, capisce che Sam è posseduto da un demone. Sam scappa inseguito da Dean; durante l'inseguimento il demone gli rivela il suo piano, ovvero uccidere tutti i cacciatori, e poi spara a Dean che viene soccorso da Jo. La ragazza vuole aiutare Dean, ma lui rifiuta perché teme possa rischiare la vita. Sam intanto è andato da Bobby Singer, un altro cacciatore vecchio amico di famiglia, con l'intenzione di ucciderlo. Ma Bobby, sospettoso, mette dell'acqua santa nella sua birra e riesce a tramortirlo. Al suo risveglio, Sam si trova legato e bloccato in un pentacolo. Dean e Bobby cercano di compiere l'esorcismo ma scoprono che non funziona a causa del sigillo che Sam ha sul braccio. Il demone però prende il sopravvento e mentre attacca Dean, Bobby spezza il sigillo, riuscendo a salvarlo e scoprendo che il demone che aveva posseduto Sam era lo stesso che aveva posseduto Meg. Prima di andarsene, Bobby avverte i fratelli Winchester di fare molta attenzione, in quanto gli amici del cacciatore ucciso da Sam, Steve Wandell, stanno cercando il responsabile dell'omicidio. Inoltre regala ai ragazzi degli amuleti per impedire le possessioni demoniache. Mentre sono in viaggio, Sam confessa di essere stato cosciente durante gli omicidi e ribadisce al fratello che se dovesse accadergli di nuovo allora dovrà ucciderlo. Ma Dean gli risponde che lo farà solo se non avrà possibilità di salvarlo.
- Supernatural Legend: Demoni
- Guest star: Jim Beaver (Bobby Singer), Alona Tal (Jo).
- Altri interpreti: Richard Kahan (Clerk), Vince Murdocco (Steve Wandell), Philip Granger (hotel manager).
- Musiche: Ashes to Ashes (Tarbox Ramblers), The Crystal Ship (The Doors), Back on the Road Again (Reo Speedwagon), Born Under a Bad Sign (Cream)

## Storie incredibili
- Titolo originale: Tall Tales
- Diretto da: Bradford May
- Scritto da: John Shiban

### Trama
Springfield, Ohio: una ragazza vestita di bianco si presenta al professor Arthur Cox dicendo di essere una sua studentessa. L'uomo non la riconosce, ma le concede comunque un po' del suo tempo invitandola a salire da lui. Solo a quel punto la giovane confesserà di non essere affatto una studentessa. I due si baciano ma, subito dopo, la ragazza palesa il suo aspetto cadaverico e il professore muore, precipitando dalla finestra del suo ufficio. Sam e Dean si occupano del caso e, indagando nel campus, scoprono da altri ragazzi una leggenda secondo la quale, 30 anni prima, una ragazza coinvolta sentimentalmente con un professore si fosse uccisa gettandosi dalla finestra. Inoltre il guardiano del campus rivela ai fratelli che il professore era solito portare studentesse nel suo ufficio e che la notte in cui è morto non era da solo. Intanto, altri due insoliti omicidi colpiscono l'attenzione di Sam e Dean: uno studente del campus, Curtis, durante la notte viene colpito improvvisamente da una luce che lo avvolge e lo trascina verso l'alto. Quando Dean e Sam interrogano Curtis, quest'ultimo dice che gli alieni l'hanno rapito e lo hanno sodomizzato con una sonda. Il giorno dopo, nell'aiuola del campus appare un segno di bruciatura dalla forma circolare e la situazione si complica in quanto i fratelli non solo non riescono ancora a capire la correlazione degli omicidi, ma finiscono per litigare spesso durante le indagini. Sam si accorge di aver perso il computer e pensa che Dean glielo abbia nascosto; Dean invece trova le ruote dell'Impala bucate e accusa il fratello. Avviene ancora un altro omicidio: un ricercatore del campus che faceva test su animali si piega a terra per raccogliere un orologio caduto in un tombino, ma qualcosa lo afferra e lo uccide. All'obitorio i fratelli Winchester realizzano che la vittima è stata aggredita da un alligatore. Sam e Dean, ancora litigiosi, non riescono a fare luce sul caso e a questo punto chiedono l'aiuto di Bobby che, messo al corrente degli avvenimenti, ha un'intuizione e sostiene che il responsabile degli omicidi è un trickster, un semidio che crea illusioni e che può cambiare il proprio aspetto. Il trickster ha capito che Sam e Dean sono sulle sue tracce e il suo obiettivo è mettere i fratelli l'uno contro l'altro per contrastare le indagini e agire indisturbato. Ripresa la loro lucidità, Sam e Dean ripercorrono i vari omicidi e realizzano che su tutte le scene del crimine era sempre presente il guardiano del campus. Capiscono così che il trickster è proprio lui e, dopo una lotta estenuante, riescono a ucciderlo trafiggendolo con un paletto di legno. Dopo aver abbandonato il campus, la scena si sposta nuovamente sul corpo morto del trickster che in realtà si rivela essere un'altra illusione. Il vero trickster è ancora in vita.
- Supernatural Legend: trickster
- Guest star: Jim Beaver (Bobby Singer), Richard Speight Jr. (Trickster), David Tom (Curtis).
- Altri interpreti: Tara Wilson (studentessa), Barclay Hope (Professor Arthur Cox), Neil Grayston (studente), Chad Hershler (ricercatore).
- Musiche: Walk Away (The James Gang), Next to You (Junk Food), The Lady in Red (Chris de Burgh), The Lady in Red (Phil Collins), Can't Get Enough of Your Love Babe (Barry White)

## Un conto in sospeso
- Titolo originale: Roadkill
- Diretto da: Charles Beeson
- Scritto da: Raelle Tucker

### Trama
Nevada, Highway 41: Molly e David, in viaggio per il loro anniversario, stanno discutendo nella propria auto quando, improvvisamente, appare sulla strada un uomo. Per evitare d'investirlo, la donna alla guida sbanda e l'auto finisce fuori strada, andando a sbattere contro un albero. Quando Molly rinviene, si guarda intorno per cercare il marito, ma quest'ultimo è sparito. Girando per il bosco, la donna giunge a un capanno, dove trova l'uomo che ha causato l'incidente e scopre che ha un aspetto mostruoso. Molly scappa cercando aiuto, fino ad arrivare di nuovo sulla strada, e s'imbatte nell'auto di Sam e Dean. In stato di shock, la donna chiede ai due di aiutarla, ma appena giunge sul luogo dell'incidente scopre che l'auto è sparita. I fratelli Winchester però la convincono ad andare via e durante il tragitto la radio dell'Impala si accende da sola trasmettendo la stessa canzone che la donna stava ascoltando in auto prima dell'incidente e poi una voce che dice: "Lei è mia". Subito dopo sulla strada riappare l'uomo, Dean accelera per investire il fantasma ma l'auto si ferma. Molly, spaventata, chiede spiegazioni ai Winchester, i quali, visto che la loro auto non riparte, si mettono alla ricerca dell'uomo. Appena Molly vede la loro artiglieria nel bagagliaio dell'auto, si spaventa e prova ad allontanarsi ma Sam e Dean si trovano costretti a raccontare tutta la verità: l'uomo apparso sulla strada è in realtà lo spirito di Jonah Greeley, un contadino del luogo deceduto 15 anni prima su quella stessa strada, che riappare a ogni anniversario della sua morte, il 22 febbraio, per vendicarsi, uccidendo chiunque passi da lì. Sam e Dean spiegano alla donna che l'unico modo per liberarsi di Jonah è trovare le sue ossa e bruciarle, ma la ricerca della sua tomba non è semplice in quanto la proprietà di Greeley si estende per molti ettari. I fratelli Winchester e Molly riescono ad arrivare alla casa di Jonah, da tempo abbandonata, dove scoprono un passaggio segreto che li conduce a una stanza dove trovano il cadavere della moglie di Jonah impiccata, alla quale verrà data una degna sepoltura. Mentre continuano a perlustrare la casa, improvvisamente il jukebox si accende facendo ripartire la stessa canzone, e sul vetro della finestra appare la scritta "Lei è mia". Subito dopo, Molly viene rapita da Jonah che sparisce di colpo. Intanto Sam e Dean, perlustrando tra gli effetti personali di Greeley, trovano una foto che ritrae lui e la moglie vicino al capanno di caccia e pensa che l'uomo potrebbe essere sepolto lì vicino. Nel frattempo al capanno Jonah tortura Molly, quando improvvisamente irrompe Dean, che cerca di fermarlo. Sam riesce a riesumare il corpo di Jonah e brucia le ossa, salvando così il fratello e Molly. Tornati alla macchina, la donna chiede ai fratelli Winchester che fine abbia fatto David, convinta che sia morto, ma Sam la rincuora dicendole che il marito è ancora vivo. Così Sam e Dean si dirigono a casa di David, dove Molly lo vede con un'altra donna. Confusa, non capisce cosa succede, ma Sam e Dean le spiegano che, 15 anni prima, proprio su quella strada, lei e suo marito ebbero un incidente nel quale lei e Greeley persero la vita. E ogni anno, nello stesso giorno, sia Molly che Greeley rivivevano l'incidente perché lo spirito vendicativo di Jonah voleva punire la donna. Molly realizza quindi di essere un fantasma e Sam dice che l'unico modo per andare avanti è trapassare, lasciando andare il ricordo di David. Molly capisce che è giusto così e scompare avvolta da una luce.
- Supernatural Legend: fantasmi
- Guest star: Tricia Helfer (Molly McNamara), Dan Gauthier (David McNamara), Winston Reckert (Jonah Greeley).
- Musiche: House of the Rising Sun (The Animals)

## Cuore
- Titolo originale: Heart
- Diretto da: Kim Manners
- Scritto da: Sera Gamble

### Trama
San Francisco, California: in un bar, l'avvocato Nate Mulligan chiede alla sua segretaria e amante, Madison, di tornare in ufficio con lui per finire il lavoro ma lei gli chiama un taxi e lo manda da solo. Quando si gira per guardare fuori dalla finestra, vede il suo ex fidanzato che la sta fissando e si spaventa, ma quando si gira nuovamente, l'uomo non c'è più. L'indomani Madison, in ufficio, trova il cadavere di Nate deturpato. Il caso attira l'attenzione di Sam e Dean che si recano all'obitorio dove, esaminando il corpo, notano che il cuore è stato estratto e ipotizzano l'attacco da parte di un lupo mannaro. Durante le indagini, i Winchester conoscono Madison, la quale confessa loro che l'assassino potrebbe essere il suo ex ragazzo, Kurt, che da tempo la perseguita e che aveva visto il giorno dell'omicidio fuori dal bar. Sam e Dean si recano all'appartamento di Kurt, ma non trovano nulla di sospetto. Dean sente dei rumori da fuori e uscendo sul balcone vede dei graffi profondi lungo il muro, poi sentono uno sparo nelle vicinanze e, riversandosi in strada, scoprono un'altra vittima. I fratelli cominciano a sospettare che Kurt sia il lupo mannaro e tornano da Madison per tenerla sotto controllo. Mentre Sam rimane con Madison, temendo che lei possa essere la prossima vittima, Dean va alla ricerca di Kurt e lo trova morto con accanto una Madison trasformata in lupo mannaro. La ragazza aggredisce Dean, ma lui riesce a difendersi e ferendola la costringe alla fuga. Preoccupato per l'incolumità del fratello, Dean chiama Sam, il quale però sostiene che Madison sia ancora nel suo letto ma, appena nota che la ragazza ha una ferita al braccio, Sam si trova costretto a legare Madison a una sedia, a malincuore, avendo instaurato un buon rapporto con lei. La ragazza nega di essere un lupo mannaro e in lacrime cerca di convincerlo a liberarla. Appena arriva Dean, Sam gli dice che è contrario a ucciderla perché probabilmente è inconsapevole di trasformarsi in un lupo mannaro e quindi va aiutata. Dall'esperienza del padre, Sam si affida alla remota possibilità di uccidere chi ha morso Madison per annullare la maledizione. Parlando con Madison, capiscono che la ragazza un mese prima è stata aggredita nello stesso posto dove si sono verificati gli altri due omicidi e che quindi c'è un altro lupo mannaro in giro. Mentre Sam trascorre il suo tempo a controllare Madison, Dean scopre che il lupo mannaro che ha morso Madison è Glen, il suo vicino di casa. Dean riesce a fermarlo poco prima di aggredire una donna e, uccidendolo, realizza che anche lui era inconsapevole della trasformazione. Nel frattempo anche Madison si era trasformata, ma Sam riesce a bloccarla. Il giorno dopo la ragazza vede la sua casa devastata e chiede di essere controllata per avere la certezza che la maledizione sia sparita. Passa un altro giorno e Madison non si trasforma. Mentre Dean torna in motel, Sam e Madison passano una giornata di passione insieme ma, la sera dopo, durante la luna piena, Madison si trasforma di nuovo, costringendo i ragazzi a ucciderla. Sam insiste per trovare una soluzione, ma Dean lo convince a rassegnarsi in quanto non esiste cura per la licantropia. La ragazza si rende conto di essere un pericolo e, tra le lacrime, chiede a Sam di ucciderla, per salvarla.
- Supernatural Legend: licantropi
- Guest star: Emmanuelle Vaugier (Madison), G. Patrick Currie (Kurt Mueller), David Quinlan (Nate Mulligan).
- Altri interpreti: Teryl Rothery (Coroner), Brad Dryborough (Glen).
- Musiche: Smoking Gun (Kip Winger), Down in the Street (The Stooges), Look at You (Screaming Trees), Silent Lucidity (Queensrÿche)

## Mistero a Hollywood
- Titolo originale: Hollywood Babylon
- Diretto da: Phil Sgriccia
- Scritto da: Ben Edlund

### Trama
Hollywood: su un set cinematografico stanno girando le riprese di un film horror che ha come protagonista Tara Benchley. Durante una pausa, Frank Jaffy, un membro dello staff, dice agli attori che non vede l'ora di andarsene perché avverte strane presenze, ma i ragazzi lo prendono per matto. Mentre Tara sta provando una scena, viene distratta da alcuni rumori. La ragazza pensa che qualcuno le stia facendo uno scherzo, ma poi vede prima un fantasma e dopo il corpo di Frank sanguinante. Sam e Dean, venuti a conoscenza del fatto, riescono a entrare nel set in veste di assistenti della produzione per poter indagare meglio, ma nessuno sembra conoscere Frank. Parlando con Tara, ancora molto turbata, Dean riesce a vedere una foto di Frank e lo riconosce: è Gerard Saint James, un attore al quale è stato chiesto di fingersi membro della troupe e di inscenare la sua morte, in modo da pubblicizzare meglio il film prima dell'uscita; apprende anche che il fantasma visto da Tara era una proiezione. Durante le riprese il produttore esecutivo, Brad Redding, si allontana dal set per una telefonata quando improvvisamente gli appare il fantasma di una donna vestita di bianco che scambia per un'attrice e, poco dopo, il set viene distrutto dal corpo di Brad impiccato a una trave. Sam e Dean notano delle interferenze negli audio registrati sul set e capiscono che stavolta c'entri davvero uno spirito. Guardando i video delle registrazioni notano la presenza di un fantasma che Sam riconosce: si tratta di Elise Drummond, un'attrice degli anni '30 che si suicidò dopo che era stata sedotta e abbandonata da un dirigente. I fratelli pensano che sia diventata uno spirito vendicativo e si recano al cimitero per bruciare le sue ossa, ma proprio mentre portano a termine il loro rito, Jay, un altro produttore, viene fatto a pezzi da un ventilatore gigante a causa di un altro fantasma. Sam e Dean capiscono allora che c'è qualcuno che invoca gli spiriti e, visionando il copione, notano che il rito fittizio pronunciato da Tara è in realtà un vero e proprio rito necromantico di invocazione. Si rivolgono così a Marty, lo sceneggiatore, per saperne di più, ma quest'ultimo dice che le invocazioni sono state scritte da Walter Dixon. Sul set, Marty incontra Walter che, dopo averlo accusato di aver rovinato il film riscrivendo il copione, gli mostra un talismano mediante il quale invoca i fantasmi e scatena uno di essi contro Mark. Il produttore viene salvato da Sam e Dean che cercano di fermare Walter, facendogli capire che non è vantaggioso manipolare gli spiriti a suo piacimento, ma al ragazzo non importa e invoca altri fantasmi per attaccare anche Sam e Dean, i quali però riescono ad avere la meglio. Sam chiede a Walter di cedergli il talismano ma lui, lo distrugge. Sam lo informa che la distruzione del talismano comporta la liberazione degli spiriti i quali, infatti, attaccano Walter per ucciderlo.
- Supernatural Legend: fantasmi
- Guest star: Gary Cole (Brad Redding), Don Stark (Jay Wiley), Regan Burns (regista), Michael B. Silver (Martin "Marty" Flagg), Benjamin Immanuel Ratner (Walter Dixon), Elizabeth Whitmere (Tara Benchley).
- Altri interpreti: Leah Graham (assistente del direttore), Julie Patzwald (guida), Torrance Coombs (Mitch), Aly Purrott-Armstrong (Ashley), Patricia Nudd (assistente di produzione), Morgan Brayton (Elise Drummond), Gerry Rosseau (Billy Beard).
- Musiche: I've Got the World on a String (Frank Sinatra), Green Peppers (Herb Alpert e the Tijuana Brass)
- Curiosità: durante il giro agli Studios la guida nomina lo show Una mamma per amica, in cui ha recitato anche Jared Padalecki.

## Detenzione forzata
- Titolo originale: Folsom Prison Blues
- Diretto da: Mike Rohl
- Scritto da: John Shiban

### Trama
Penitenziario di Green River: la strana morte di una guardia attira l'attenzione di Sam e Dean che si fanno arrestare per poter indagare da vicino sugli strani omicidi. L'agente dell'FBI Henricksen viene a sapere dell'arresto dei fratelli Winchester e affronta Dean intimandogli di confessare i capi d'accusa riguardanti gli omicidi a Saint Louis e la rapina in banca, per poterlo estradare a Milwaukee. Ma Henricksen si troverà a fronteggiare la loro avvocata, Mara Daniels, la quale in base ad alcune testimonianze li reputa innocenti. Sam pensa che stiano rischiando molto restando in carcere, ma Dean rassicura il fratello dicendogli che lo stanno facendo per Deacon, un amico del padre che aveva salvato la vita a quest'ultimo durante il servizio militare. Le loro ricerche li conducono a un serial killer satanista, Mark Moody, morto 30 anni prima per un infarto, proprio come le vittime, in uno dei vecchi "bracci" del carcere riaperto di recente. Durante una pausa, Sam urta Lucas, un altro prigioniero, e interviene Dean a proteggerlo, ma una guardia li divide e mette entrambi in isolamento. Mentre Dean è nella sua cella sente un improvviso cambio di temperatura e l'orologio si ferma: il fantasma di Moody sta arrivando. Dean cerca di avvertire Lucas, dicendogli di non guardare fuori dalla sua cella, ma il detenuto muore. Intanto Sam parla con Randall, il detenuto che aveva visto il fantasma prima che la guardia morisse, che gli racconta di quando era nel vecchio braccio e ha visto morire Moody ucciso brutalmente dalle guardie. Durante la pausa pranzo, Dean scatena un'altra rissa che lo spedisce in infermeria, dando modo a Sam di cercare la cella di Moody per bruciare un vecchio materasso sporco del suo sangue. Mentre Dean è in infermeria viene attaccato dallo spirito di un'infermiera che riesce a fermare lanciandole del sale. Sorte differente, invece, tocca all'altro detenuto, che purtroppo muore. Grazie a Randall, riescono a scoprire che l'infermiera Glockner trattava male i detenuti. Mentre si avvicina l'ora dell'evasione, Dean contatta la loro avvocata per ottenere informazioni riguardo l'infermiera, ma la donna in principio si rifiuta di aiutarlo. Più tardi, Sam e Dean inscenano una nuova rissa per poi essere presi da parte. La guardia che li allontana si rivela essere Deacon, l'amico di John, che ringrazia i fratelli e li fa fuggire. Dean riceve le informazioni sulla morte dell'infermiera, aggredita e uccisa da altri detenuti dopo la morte di Moody, e sul luogo di sepoltura. Mentre i ragazzi stanno fuggendo, si presenta a Deacon lo spirito dell'infermiera, che sta quasi per ucciderlo. Ma, proprio in quel momento, Sam e Dean arrivano al cimitero e bruciano le ossa della donna, salvando così la vita a Deacon. Intanto Henricksen, furioso per la fuga dei Winchester, viene a sapere che tre ore prima dell'evasione i ragazzi hanno parlato con la loro avvocata e minaccia Mara Daniels per farle raccontare cosa si siano detti coi ragazzi. Henricksen si dirige al cimitero, dove però non trova nessuno: la donna ha fornito di proposito un indirizzo sbagliato.
- Supernatural Legend: fantasmi
- Guest star: Charles Malik Whitfield (agente Victor Henricksen), Bridget Ann White (Mara Daniels), Jeff Kober (Randall), Garwin Sanford (Deacon).
- Altri interpreti: Alistair Abell (guardia), Andee Frizzell (infermiera Glockner), Steven Cree Molison (Lucas).
- Musiche: Green Onions (Booker T. & the M.G.'s), Rooster (Alice in Chains), Folsom Prison Blues (Johnny Cash)

## Desideri nascosti
- Titolo originale: What Is and What Should Never Be
- Diretto da: Eric Kripke
- Scritto da: Raelle Tucker

### Trama
Sam e Dean stanno indagando su un caso, quando quest'ultimo decide di recarsi da solo nel nascondiglio di un jinn e viene attaccato dalla creatura. Subito dopo, Dean si risveglia in un letto, accanto a una ragazza e in una casa che non riconosce. Telefona subito a Sam per raccontargli quanto accaduto, ma Sam pensa che sia ubriaco e attacca. Perlustrando la casa scopre dalle fotografie che la ragazza, Carmen Porter, è la sua fidanzata e che vivono a Lawrence, sua città natale. Dopo aver visto una foto di famiglia, corre nella sua casa natale, dove gli apre la porta Mary, sua madre, preoccupata per l'improvvisa visita. Dean, sempre più confuso e pensando di star vivendo in un'illusione, fa delle domande personali alla madre e dalle risposte si convince che tutto è reale. Si rende conto di essersi svegliato in un mondo alternativo, dove tutto è diverso, come se tutto il suo passato non fosse mai esistito: non c'è mai stato l'incendio nella loro casa e Sam studia all'università. Manca però John, che è morto per un attacco di cuore durante il sonno. Il giorno dopo Dean si reca da un professore di teologia per chiedere informazioni sui jinn e gli chiede se questi possano esaudire davvero i desideri, ma il professore non riesce a dargli risposte concrete. Uscito dall'università, Dean nota una ragazza vestita di bianco che lo fissa da lontano e che poi sparisce. Tornato da Mary, per trascorrere del tempo con lei, riscopre la felicità nelle piccole cose, come mangiare un panino preparato dalla madre e falciare il prato. Più tardi arriva Sam, insieme a Jessica, che si sta per laureare in giurisprudenza e a breve si sposerà. Quella sera tutti insieme vanno al ristorante per festeggiare il compleanno della madre. Tutto sta andando per il meglio quando, durante la cena, Dean vede di nuovo la ragazza vestita di bianco che lo fissa, ma appena prova ad avvicinarsi ella svanisce. Tornati a casa, Sam è sempre più sorpreso dalla cordialità di suo fratello e gli chiede come mai si comporta così visto che a stento si parlano durante le ricorrenze. Dean realizza che in questo mondo alternativo non ha un buon rapporto con Sam che addirittura arriva a dirgli di lasciarlo stare e che loro non hanno nulla in comune. Mentre guarda la tv, Dean apprende da un telegiornale che si è verificato un incidente aereo disastroso, lo stesso che lui e Sam erano riusciti a evitare, esorcizzando il demone che voleva provocarlo. All'improvviso si imbatte di nuovo nello spirito della ragazza che lo stava inseguendo, questa volta però è ferita e nell'armadio vede dei cadaveri appesi con delle corde ai polsi i quali scompaiono poco dopo assieme al fantasma. Dean capisce che qualcosa non va, è come se il suo passato continuasse a perseguitarlo e deve quindi fare ciò che il destino ha previsto per lui. Decide quindi di tornare a cacciare ma, non avendo l'attrezzatura adeguata, ruba dell'argenteria a casa di Mary. Sam lo sorprende a frugare nella credenza della madre e, preoccupato per il fratello, decide di seguirlo, chiedendogli spiegazioni in merito ad alcuni suoi comportamenti strani. Dean prova a parlare a Sam della creatura, ma quest'ultimo non gli crede, pur decidendo di aiutarlo. I due si dirigono verso il luogo dove Dean era stato attaccato dal jinn e qui trova dei cadaveri legati e la ragazza delle sue visioni in fin di vita che viene torturata dal jinn per nutrirsi del suo sangue. Sam è spaventato e convince il fratello a fuggire, ma Dean ha un'intuizione e pensa di star morendo anche lui come la ragazza che è stata attaccata dal jinn. Capisce che l'unico modo per svegliarsi è uccidersi, ma mentre Sam tenta di fermarlo all'improvviso appaiono Mary, Carmen e Jessica che, assieme a Sam, cercano di convincere Dean a rimanere lì, dove tutto è perfetto come lui ha sempre immaginato. Dean, dopo qualche esitazione, capisce che quella non è la realtà e che se accettasse di vivere lì tutte le persone da lui salvate sarebbero morte, così si pugnala e si risveglia nello stesso luogo, con Sam che sta cercando di salvarlo. Insieme portano in salvo la ragazza e uccidono il jinn. Tornati al motel, Dean racconta a Sam della realtà parallela in cui si era svegliato, di quanto tutto fosse perfetto e di quanto lui avrebbe voluto rimanervi.
- Supernatural Legend: jinn
- Guest star: Samantha Smith (Mary Winchester), Adrianne Palicki (Jessica), Michelle Borth (Carmen Porter).
- Altri interpreti: Mackenzie Gray (jinn), Melanie Scrofano (ostaggio del jinn).
- Musiche: Saturday Night Special (Lynyrd Skynyrd), What a Wonderful World (Joey Ramone)

## Scontro tra prescelti (prima parte)
- Titolo originale: All Hell Breaks Loose: Part One
- Diretto da: Robert Singer
- Scritto da: Sera Gamble

### Trama
I fratelli Winchester si fermano a un autogrill e mentre Dean aspetta in auto, Sam entra nel locale per prendere del cibo. A un tratto Dean si accorge che la radio smette di suonare, nell'autogrill sono tutti morti ma Sam è sparito. Inoltre nota della presenza di zolfo e pensa che il fratello sia stato rapito dal demone con gli occhi gialli. Sam si risveglia, stordito, in una città deserta e vagando per il luogo incontra Ava e Andy, incontrati mesi prima ma che hanno perso la cognizione del tempo in quanto per loro sembrano passati pochi giorni dal loro incontro. Successivamente si imbattono in altri due ragazzi, Jake e Lily, totalmente spaesati e Sam spiega loro che sono accomunati da poteri conferitigli dal demone. Lily dice di avere il potere di fermare il cuore delle persone con un semplice tocco di mani e, avendo vissuto per tanti anni isolata, si sente a disagio. Spaventata vorrebbe andarsene, ma Sam invita i ragazzi ad affrontare insieme il problema. Neanche Jake vorrebbe restare e appena tenta di andare via, viene minacciato da un demone che ha le sembianze di una bambina, ma Sam riesce a scacciarlo. Perlustrando la zona, Sam capisce che si trovano a Cold Oak, South Dakota, una città infestata dai fantasmi circondata da chilometri di foreste. Mentre Dean, con l'aiuto di Bobby, è alla ricerca di Sam, riceve una telefonata di Ash che gli dice di raggiungerlo alla Roadhouse perché ha delle informazioni da rivelargli di persona. Bobby e Dean si recano sul posto, ma trovano il locale distrutto da un incendio in cui Ash è rimasto vittima. Nel frattempo, mentre Sam, Ava, Andy e Jake cercano strumenti utili per difendersi dai demoni, Lily cerca di scappare attraversando la foresta ma viene impiccata dal demone. Grazie ai poteri di Andy, Sam riesce a mettersi in contatto con Dean che viene colpito da una visione e insieme a Bobby riesce a identificare il posto. Mentre preparano dei rituali di protezione, Ava confessa a Sam che è spaventata da tutto questo, che non si sente all'altezza di affrontare il demone e che vorrebbe essere accanto al suo fidanzato. A quel punto Sam le confessa a malincuore che il suo ragazzo è morto quando è stata rapita e Ava cade ancora di più nello sconforto. Inoltre si scopre che Jake ha delle abilità fisiche soprannaturali. Più tardi Sam riceve la visita del demone dagli occhi gialli, il quale confessa che solo uno dei prescelti, colui che si dimostrerà essere un vero leader, diventerà il suo "soldato" per compiere un importante missione. Nel frattempo Ava rompe i sigilli di protezione e prende il controllo di un demone per uccidere Andy. Fingendosi spaventata, chiede aiuto a Sam che però sospetta di lei e a quel punto la ragazza si mostra per quello che è realmente: una spietata assassina che è rimasta a Cold Oak per 5 mesi con altri prescelti del demone che ha ucciso prima dell'arrivo di Sam, Andy, Jake e Lily. Inoltre invita Sam ad abbandonarsi alla sua vera natura e di mettere in campo i suoi poteri che vanno ben oltre le visioni. Mentre Ava si concentra per evocare un altro demone da scagliare su Sam, viene uccisa da Jake. Rimasti come unici superstiti, Jake non vuole affatto collaborare con Sam e tanto meno perdere la vita. Dopo una violenta colluttazione, proprio quando Sam sta per avere la meglio in lontananza sente la voce di Dean e, mentre si volta per raggiungerlo, Jake pugnala Sam alla schiena, per poi fuggire inseguito da Bobby. Dean corre verso Sam e cerca di farlo rimanere cosciente, ma lui perde i sensi e muore tra le braccia del fratello. La scena si chiude con le urla di Dean che chiama il fratello.
- Supernatural Legend: Demoni
- Guest star: Jim Beaver (Bobby Singer), Fredric Lehne (demone dagli occhi gialli), Samantha Smith (Mary Winchester), Gabriel Tigerman (Andy Gallagher), Chad Lindberg (Ash), Aldis Hodge (Jake Talley), Katharine Isabelle (Ava Wilson), Jessica Harmon (Lily Baker).
- Musiche: It's Been Such a Long Time (Boston), Wrapped Around Your Finger (Martyn Laight)

## Scontro tra prescelti (seconda parte)
- Titolo originale: All Hell Breaks Loose: Part Two
- Diretto da: Kim Manners
- Scritto da: Eric Kripke e Michael T. Moore

### Trama
Il corpo di Sam è disteso su un vecchio materasso da giorni, mentre Dean, sedutogli accanto, è distrutto dal dolore. Bobby chiede a Dean se non sia giunto il momento di seppellire Sam, ma lui è contrario: chiede a Bobby di lasciarlo stare e che non ha più intenzione di dare la caccia ai demoni. Intanto il demone dagli occhi gialli torna da Jake che pensava di essere libero, ma il demone gli dice che ormai lui è un suo "soldato" e che se non obbedisce farà del male alla sua famiglia, così Jake acconsente e gli viene consegnata la Colt. Avendo rimorso di non essere riuscito a proteggere il fratello, Dean si dirige a un incrocio, dove evoca un demone degli incroci e offre la sua anima per la vita di Sam. Il demone accetta, ma anziché dieci anni gliene concede soltanto uno. Appena sigillato il patto, Sam si risveglia e nota di avere una grossa cicatrice sulla schiena, ma non ricorda niente di quello che gli è successo dopo lo scontro con Jake. Dean corre ad abbracciare il fratello e decide di non rivelargli nulla, con grande disappunto di Bobby. Più tardi Sam mette al corrente Dean di quello che gli è successo a Cold Oak, ma gli sorgono dei dubbi sul fatto che il demone abbia lasciato lui e Jake vivi e anche su come siano riusciti Dean e Bobby a curargli la profonda ferita. Volendo però concentrarsi su quello che accadrà, Sam, Dean e Bobby riescono a intuire ciò che Ash aveva scoperto: in tutto il Wyoming stanno avvenendo strani eventi demoniaci, tranne in un'area specifica ma non capiscono il perché. Mentre Sam continua le sue ricerche, Bobby si allontana con Dean: l'uomo rimprovera il ragazzo per aver fatto un patto col demone e gli chiede quanto tempo avesse da vivere. Dean gli rivela che è riuscito a barattare solo un anno e fa promettere a Bobby di non dire nulla a Sam. Mentre i due stanno ancora discutendo, arriva Ellen, che spiega che di essersi salvata per puro caso, infatti era uscita dalla Roadhouse poco prima dell'incendio e mostra loro una cartina che le ha dato Ash. Sulla cartina è evidenziato lo stesso luogo trovato da Bobby, con cinque croci rosse in aree diverse. Ogni croce indica una chiesa abbandonata, tutte costruite da Samuel Colt, il killer dei demoni. Inoltre ogni chiesa è collegata da una linea ferroviaria privata, fatta costruire sempre da Colt, e unendo i punti in cui si trovano le chiese si viene a formare un pentacolo al centro del quale vi è un cimitero. Capiscono così che i demoni stanno cercando di aprire la porta dell'inferno, e che per farlo è necessario Jake, l'unico in grado di oltrepassare il pentacolo costituito da binari ferroviari. Al cimitero Sam, Dean, Bobby ed Ellen tendono una trappola a Jake, incredulo di vedere Sam ancora vivo e gli chiede come abbia fatto a sopravvivere dopo che gli aveva spezzato la spina dorsale con un coltello. Bobby gli intima di arrendersi, ma Jake non si lascia spaventare e usa i suoi poteri, minacciando Ellen. In questo modo raggiunge la porta dell'inferno e appena usa la canna della Colt come chiave per aprirla Sam gli spara e stavolta non esita a ucciderlo, lasciando Dean sorpreso. Intanto centinaia di demoni escono dal portale. I quattro cercano di richiuderla, ma proprio in quel momento appare il demone dagli occhi gialli, contro il quale Sam e Dean si battono: il demone ha la meglio su entrambi e rivela a Dean che la sola ragione per cui lo abbia lasciato in vita è perché non ha mai smesso di considerare Sam il suo preferito ed era sicuro che Dean si sarebbe sacrificato per farlo tornare in vita. Quando si appresta a ucciderlo, però, appare lo spirito di John Winchester, il quale immobilizza il demone possedendo il suo tramite, e dà modo a Dean di prendere la Colt per ucciderlo. Bobby ed Ellen riescono a chiudere la porta dell'inferno; infine John riabbraccia i suoi figli per poi dividersi per l'ultima volta e svanire nella luce. Sam capisce che suo fratello ha fatto un patto con un demone per salvarlo e appena Dean gli rivela che ha un anno di vita, Sam si arrabbia moltissimo ma, capendo poi le sue ragioni, ammette che anche lui avrebbe fatto lo stesso e gli dice che troverà il modo di salvarlo. Intanto, Bobby ed Ellen fanno notare che molti demoni ora sono liberi e devono tornargli a dare la caccia. Così Sam e Dean mettono la Colt, ora in loro possesso, nel portabagagli e partono per una nuova meta.
- Supernatural Legend: Demoni
- Guest star: Jim Beaver (Bobby Singer), Jeffrey Dean Morgan (John Winchester), Aldis Hodge (Jake), Fredric Lehne (demone dagli occhi gialli), Samantha Ferris (Ellen), Ona Grauer (demone degli incroci).
- Musiche: Carry On Wayward Son (Kansas), Wrapped Around Your Finger (Martyn Laight), Don't Look Back (Boston)